# Косянка-Лесьна
Косянка-Лесьна (пол. Kosianka Leśna) — село в Польщі, у гміні Городиськ Сім'ятицького повіту Підляського воєводства.
Населення — 56 осіб (2011).
У 1975-1998 роках село належало до Білостоцького воєводства.

## Демографія
Демографічна структура станом на 31 березня 2011 року:
|          | Загалом | Допрацездатний вік | Працездатний вік | Постпрацездатний вік |
| -------- | ------- | ------------------ | ---------------- | -------------------- |
| Чоловіки | 33      | 9                  | 20               | 4                    |
| Жінки    | 23      | 5                  | 13               | 5                    |
| Разом    | 56      | 14                 | 33               | 9                    |